# Zbyszek Godlewski

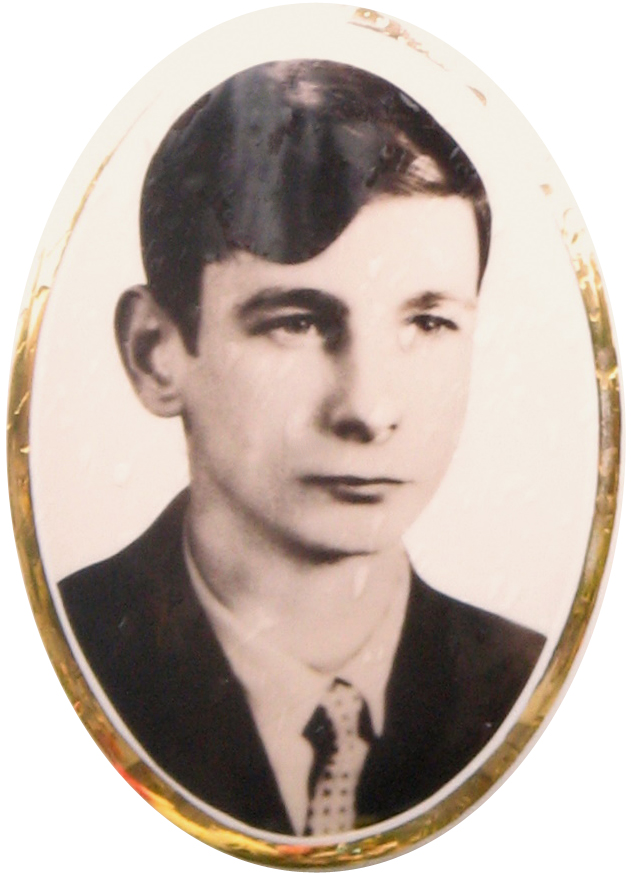
Fotografia tip medalion de pe monumentul funerar al lui Zbyszek Godlewski

Zbyszek Godlewski, numele întreg fiind Zbigniew Eugeniusz Godlewski, (n. 3 august 1952, Zielona Góra - d. 17 decembrie 1970, Gdynia) a fost un tânăr muncitor la Șantierul Naval Gdynia, care a fost împușcat în timpul Protestelor din decembrie 1970. El a devenit un simbol al victimelor represiunii din decembrie 1970, ca urmare a relatării morții sale în cântecul Balada lui Janek Wiśniewski.

## Moartea și înmormântarea

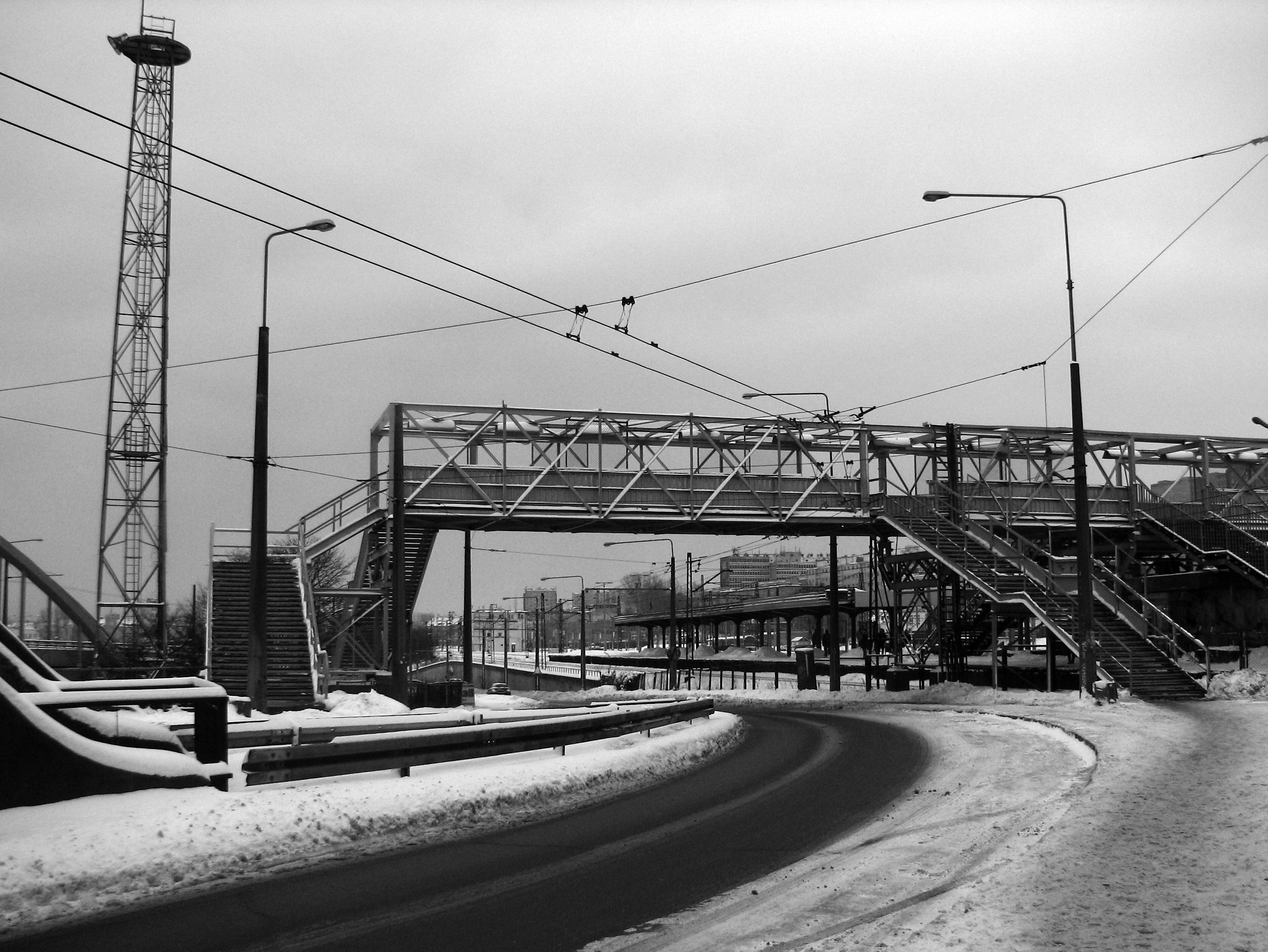
Locul unde a murit Zbyszek Godlewski, în prezent

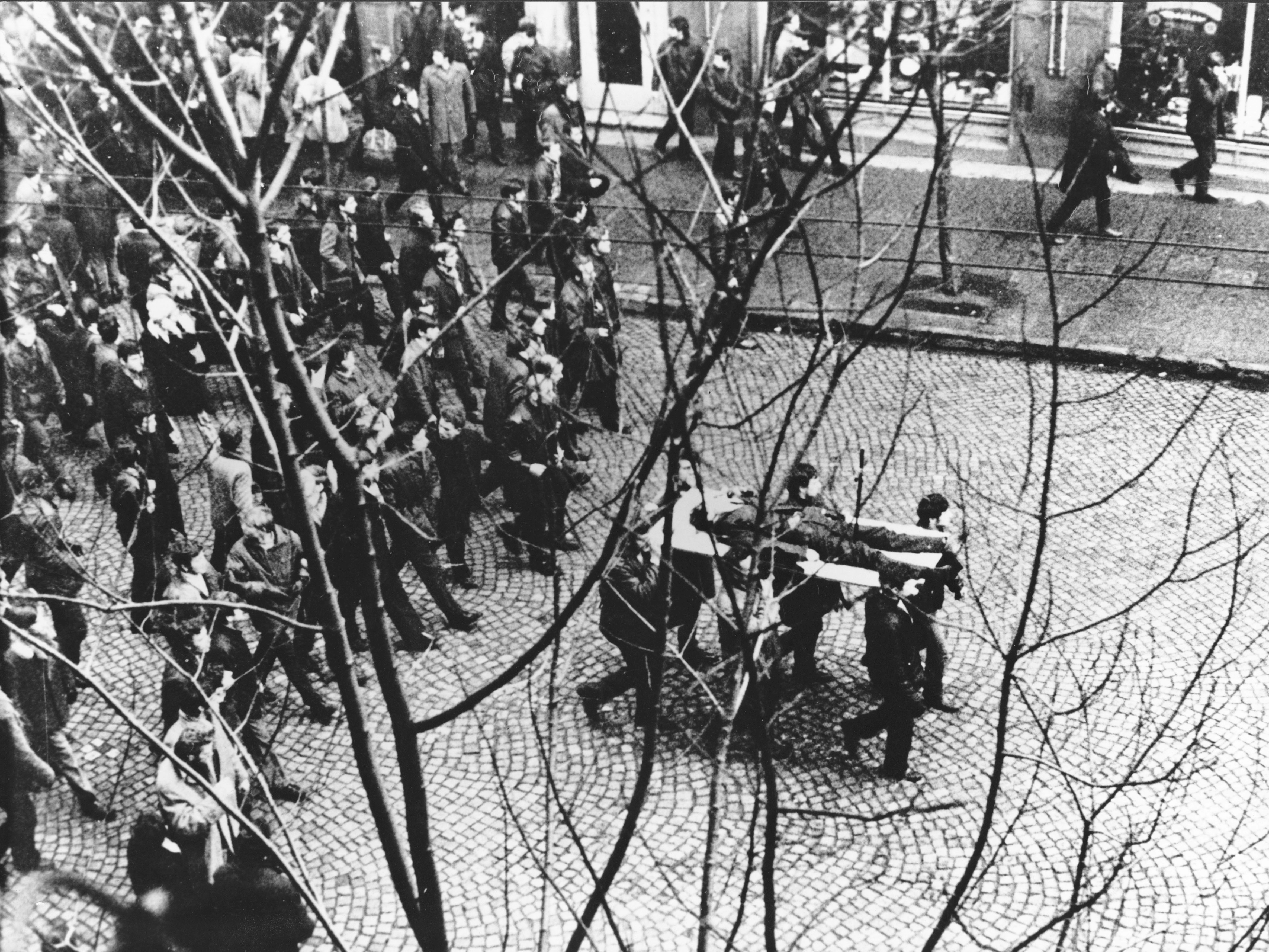
Demonstrație din decembrie 1970 de la Gdynia: trupul lui Zbigniew Godlewski este purtat de către demonstranți

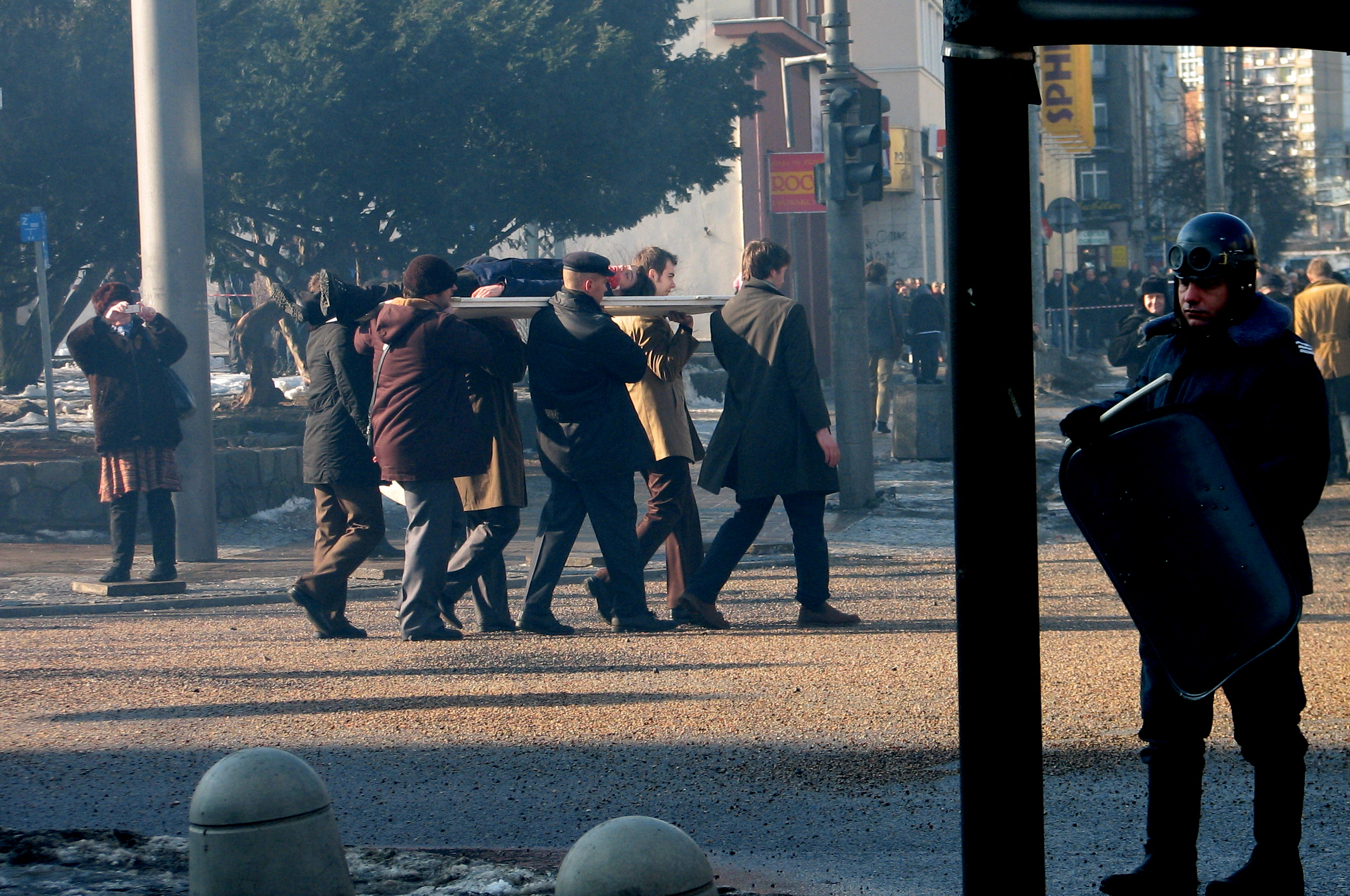
Reconstituirea marșului pe străzile din Gdynia cu trupul lui Zbyszek Godlewski pentru filmul Czarny czwartek.

Zbigniew Godlewski a fost împușcat la 17 decembrie de către soldații LWP. Uciderea sa a avut loc în apropiere de stația de tren urban Gdynia Stocznia, după sosirea sa de la Elbląg. La momentul morții avea vârsta de 18 ani. După acest incident protestatarii au mărșăluit cu trupul său pe o ușă pe străzile din Gdynia. Tatăl său a spus că existau trei găuri, probabil de glonț, pe puloverul său, dintre care două în partea abdominală și una în partea toracică. Înmormântarea, fără ca familia să vadă cadavrul, a avut loc în noaptea de 18 spre 19 decembrie 1970, în cimitirul din Oliwa din Gdańsk. În 1971, prin eforturile depuse de familie, sicriul a fost mutat în cimitirul din Elbląg .

## Comemorare
După căderea comunismului în Polonia, una din străzile din orașul Elbląg, a fost denumită după numele lui. O stradă dedicată memoriei lui Zbigniew Godlewski a fost stabilită și în Zielona Góra, unde s-a născut și și-a petrecut ultima sa vacanță din viață .
Prin Ordonanța președintelui Poloniei din 17 decembrie 2008 (cu prilejul aniversării a 38 de ani de la Protestele din Polonia din decembrie 1970), Zbigniew Godlewski a fost decorat post-mortem cu Crucea de Aur pentru Merit pentru contribuția sa la transformările democratice din Polonia .

## Janek Wiśniewski
Povestea unui tânăr ucis care a fost cărat pe o ușă pe străzile din Gdynia l-a inspirat pe Krzysztof Dowgiałło să scrie versurile pentru un cântec. El nu știa numele victimei, așa că a folosit un nume la întâmplare: Janek Wiśniewski. Janek Wiśniewski a devenit un simbol al acestor evenimente, chiar mai celebru decât persoana reală. După căderea comunismului, Janek Wiśniewski a devenit patron al uneia dintre străzile din Gdynia, care este situată în apropiere de gara unde a murit. De asemenea, una din străzile din Gdańsk a fost denumită după el.

## Film
- În filmul Czarny Czwartek rolul lui Janek Wiśniewski a fost interpretat de Tomasz Ziętek.